# Minna Bluff
Minna Bluff est un promontoire rocheux à l'extrémité orientale d'une péninsule volcanique se projetant loin dans la plateforme de glace de Ross, au sud de l'île de Ross, en Antarctique. Elle a été aperçue pour la première fois en 1902 pendant l'expédition Discovery de Robert Falcon Scott.
Elle forme un long et étroit bras qui se termine dans une forme caractéristique de crochet appelé Minna Hook.
Cette falaise est mentionnée à maintes reprises dans les récits de l'exploration antarctique.